# Louis Laforce
Œuvres principales
- Série Arthur et Zeïa (2005-2016)
- Série "Mam'zelle Lili-Rose" (2020-2021)
- Série "Alex et Marion gagnent le million" (2019-2020)

Louis Laforce, né le 19 août 1975 à Victoriaville (Québec), est un écrivain québécois spécialisé dans les récits de littérature d'enfance et de jeunesse. Il a publié plus de 20 titres en 20 ans de carrière, touchant aussi bien à la science-fiction, le thriller, l'enquête ou les tranches de vie.

## Biographie
Il fait des études collégiales en Lettres modernes et en Techniques juridiques, ainsi que des études universitaires à l'Université de Montréal en Communications et obtient un baccalauréat en Histoire. Technicien en droit le jour, il devient écrivain le soir.
Il a d'abord été connu au Québec pour Arthur et Zeïa, une série romanesque de science-fiction destinée aux adolescents, dans laquelle des jeunes voyagent dans le temps à la poursuite de pirates qui veulent piller les trésors du passé. Trois des quatre romans ont été sélectionnés au palmarès annuel de l'organisme québécois Communication-Jeunesse.
Il a aussi écrit la série Mam'zelle Lili-Rose,, mettant en vedette une adolescente de 14 ans qui vit en 1998, une époque pas si lointaine, mais où personne ne se textait ou se prenait en selfie. Louis Laforce a lu un extrait du premier tome pour le Projet confinement de la blogueuse littéraire Sophie lit. Cette série québécoise est aussi distribuée dans les librairies françaises et belges par Kennes.
Il est aussi l'auteur de la série pour enfants Alex et Marion gagnent le million, dans laquelle une famille déménage à la campagne, où elle rachète un vieux manoir abandonné et le converti en restaurant. Cette série est destinée aux jeunes lecteurs de 6-8 ans. Les premiers tomes ont fait la sélection semestrielle de l'organisme québécois Communication-Jeunesse.
Enfin, il est l'auteur du roman Les zombies de la Conquête, dans lequel des soldats décédés lors de la bataille des Plaines d'Abraham reprennent vie afin de poursuivre le combat perdu en 1759. Ce roman a fait l'objet d'une chronique de Sophie lit et d'une critique du journal Le Devoir.
Autour de 2010, Louis Laforce a également écrit sur le Web des Chroniques d'un papa imparfait, une série de billets tantôt humoristiques, tantôt vindicatifs.
En août 2019, il a été nommé auteur chouchou sur le site Maman pour la vie.
En 2022, il a été parrain de la 8e édition du Concours d'écriture jeunesse Plume.

## Œuvre

### Romans
Série Mam'zelle Lili-Rose
1. Du soleil plein les lunettes, Éditions Andara, 2020, 384 p.  (ISBN 9782897462840)
2. Paris, me voici !, Éditions Andara, 2020, 384 p.  (ISBN 9782897463168)
3. À bientôt, Toronto, Éditions Andara - 2021, 386 p.  (ISBN 9782897463991)
4. Comme au cinéma!, Éditions Andara - 2022, 375 p.  (ISBN 9782897465292)

#### SérieAlex et Marion gagnent le million
1. La recette secrète, Éditions Dominique et compagnie, coll. « Grand roman Lime » no 68, 2019, 96 p.  (ISBN 9782897856458)
2. La poutine bleue, Éditions Dominique et compagnie, coll. «Grand roman Lime» n. 69, 2020, 96 p.  (ISBN 9782897857912)
3. Le trésor caché, Éditions Dominique et compagnie, coll. «Grand roman Lime» n. 74, 2021, 96 p.  (ISBN 9782898202216)
4. Le défi sucré, Éditions Dominique et compagnie, coll. «Grand roman Lime» n. 77, 2022, 94 p.  (ISBN 9782898204647)

#### SérieArthur et Zeïa
1. L'Éclair jaune, Éditions Pierre Tisseyre, coll. « Chacal » no 32, 2005, 265 p.  (ISBN 2890519422)
2. Le Trésor des Templiers, Éditions Pierre Tisseyre, coll. « Chacal » no 43, 2006, 311 p.  (ISBN 2896330208)
3. Les Zuniques, Éditions Pierre Tisseyre, coll. « Chacal » no 47, 2008, 379 p.  (ISBN 978-2896330690)
4. Le Secret de Pachacamac, Éditions Pierre Tisseyre, coll. « Chacal » no 67, 2016, 328 p.  (ISBN 978-2896333516)

#### Frissons
- Féroce aréna, Éditions Héritage jeunesse, coll. Frissons, 2021  (ISBN 9782898122552).
- Jeu mortel, Éditions Héritage jeunesse, coll. Frissons, 2023  (ISBN 9782898410857). Sélection de Communication Jeunesse, automne 2023.
- Un affreux Noël, Éditions Héritage jeunesse, coll. Frissons, 2023  (ISBN 9782898411526).
- Naufrage toxique, Éditions Héritage jeunesse, coll. Frissons, 2025  (ISBN 9782898413933)

#### Autres romans jeunesse
- Les zombies de la Conquête, Éditions Pierre Tisseyre, coll. « Conquête » no 157,  (ISBN 9782896334032).
- Épreuve radicale, Éditions Héritage jeunesse, coll. Sphinx, 2022  (ISBN 9782898123535).
- Complot cruel, Éditions Héritage jeunesse, coll. Sphinx, 2022  (ISBN 9782898124396).
- Détours imprévus, Éditions Héritage jeunesse, coll. Dédale, 2022  (ISBN 9782898124471).
- Morsures à Val-des-loups, En Quête, coll. Mission : intrépide, 2023  (ISBN 9782898400254). Sélection de Communication Jeunesse, automne 2023.
- Panique dans le train, Éditions En Quête, coll. Mystère Boule-de-Gomme, 2024  (ISBN 9782898400995)
- Danger au camp Sérénité, En Quête, coll. Mission : intrépide, 2024  (ISBN 9782898401282). Sélection de Communication Jeunesse, printemps 2025.
- Le patient de la chambre 13, Auzou Canada, coll. Panik, 2025 (ISBN 9782898246791).

### Notices d'autorité
- Notices d'autorité :   - VIAF
  - ISNI
- Ressource relative à la littérature :   - NooSFere

### Sources sur des sites spécialisés
- Sur LeSoleil.com
- Sur LeDevoir.com
- Québec Hebdo
- Ricochet Sur ricochet-jeunes.org (site suisse spécialisé en littérature jeunesse)
- Sur Maman pour la vie (site spécialisé en parentalité)
- Sur Sophie lit
- une sélection (large) de Communication-Québec (qui sont des spécialistes de la littérature québécoise pour la jeunesse)

### Autres sources
- Communication Jeunesse